# ليزر بيكو

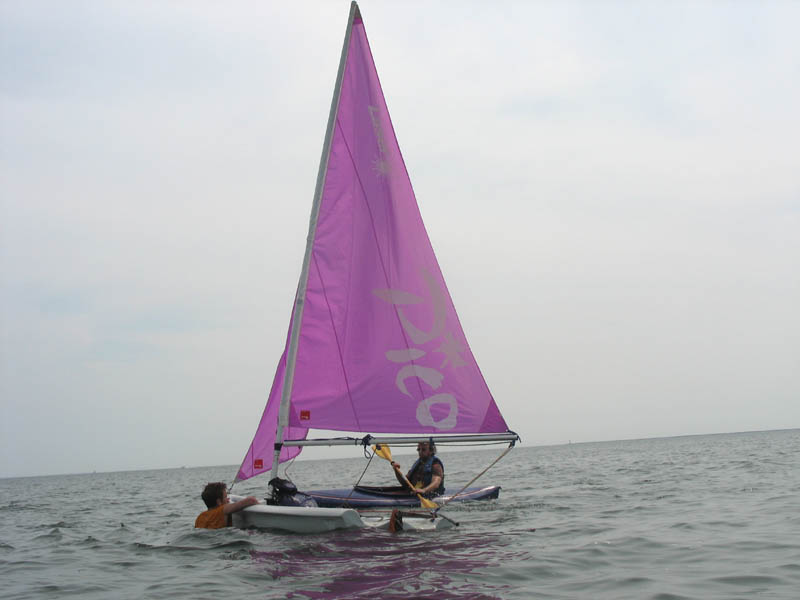
A Laser Pico

 'ليزر بيكو'  زورق صغير هو المراكب الشراعية الصغيرة التي صممها جو ريتشاردز في منتصف 1990s، وتستخدم في المقام الأول للتدريب والإبحار اليوم. ويمكن يتكون طاقمها من جانب واحد أو اثنين من الأطفال أو الكبار. تأتي النماذج الحالية مجهزة مع كل من شراع رئيسي والجيب، ولكن الجيب صغير بحيث يكون أسرع أبحر واحد الوفاض فقط باستخدام شراع رئيسي.
وهناك نسخة الرياضة هو أيضا متاح في هذا القارب الذي يضم أكبر الشراع مايلر وخطوط السيطرة ترقية. تغيير هذا التحسن PY 1338-1269 (للاطلاع على الإعداد وسلم مزدوج). يستخدم هذا الإصدار على نطاق واسع في سلسلة سباق تصميم واحد.
في بدن هو من لدن البناء شطيرة، وتوفير قوة، وصلابة، والمبنية في الطفو. قمرة القيادة هو تجفيف الذاتي.ءالقيادة هو تجفيف الذاتي. تأتي مجهزة القارب مع الألومنيوم اثنين من قطعة الصاري، طفرة الألومنيوم، والدفة رفع. لنوع أكثر مفعم بالحيوية، ويمكن أن يكون بيكو شراع سباق استعدت المرفقة بدلا من أهم المبحرة. يرصد هذا شراع مايلر وأكثر صرامة وأكثر قوة من نظيره يطوف بها.
الأداء الليزر، الشركة المصنعة للبيكو، وباعت أكثر من 15,000 من هذه القوارب.

أجريت أول بطولة الوطني في المملكة المتحدة على 27، 28 و 29 مايو 2006 في الغرنار سمك شائك الرأس الإبحار نادي على جزيرة وايت، المنزل بيكو الروحي.
إلين ماكارثر ونقلت على موقع الشركة المصنعة قوله «انها بسيطة، انها متعة، وانها باردة».
ليزر بيكو

## المواصفات
- الطول: 3.50 متر (11'6 ")
- شعاع: 1,43 م
- الوزن هال: 60 كجم
- شراع رئيسي: 5.1 م <سوب> 2 </ سوب>
- سباق شراع رئيسي: 6.44 م <سوب> 2 </ سوب>
- الجيب: 1.57 م <سوب> 2 </ سوب>
- بورتسموث عدد: 1260 (singlehanded)، 1265 (اثنين الشراع (أو) ق)

- D-PN: 104.6

## وصلات خارجية
- Laser Pico
- Class Association